# Comuna Novopetrivske, Nova Odesa
Novopetrivske (în ucraineană Новопетрівське) este o comună în raionul Nova Odesa, regiunea Mîkolaiiv, Ucraina, formată din satele Novopetrivske (reședința) și Zaive.

## Demografie
Componența lingvistică a comunei Novopetrivske
     Ucraineană (91,73%)
     Rusă (6,65%)
     Alte limbi (0,64%)
Conform recensământului din 2001, majoritatea populației comunei Novopetrivske era vorbitoare de ucraineană (91,73%), existând în minoritate și vorbitori de rusă (6,65%).